# Volks- und Raiffeisenbank Muldental
Die Volks- und Raiffeisenbank Muldental eG ist eine Genossenschaftsbank mit Sitz in der sächsischen Stadt Grimma im Landkreis Leipzig.

## Geschichte
Die heutige Volks- und Raiffeisenbank Muldental eG wurde im Jahr 1858 als Genossenschaftsbank in Colditz gegründet und entstand in ihrer heutigen Form im Jahr 2002 durch die Fusion der Volksbank Grimma-Wurzen e.G. mit dem Sitz in Grimma mit der Wurzener Bank eG - Raiffeisen-Volksbank mit dem Sitz in Wurzen.
Ein detaillierter Abriss der Geschichte mit einem Stammbaum ist auf der Homepage der Bank hinterlegt.

## Rechtsverhältnisse
Die Volks- und Raiffeisenbank Muldental eG ist im Genossenschaftsregister beim Amtsgericht Leipzig unter GnR 319 eingetragen.

## Organisationsstruktur
Rechtsgrundlagen sind das Genossenschaftsgesetz und die durch die Vertreterversammlung beschlossene Satzung. Organe der Bank sind der Vorstand, der Aufsichtsrat und die Vertreterversammlung.

## Sicherungseinrichtung
Die Volks- und Raiffeisenbank Muldental eG ist der amtlich anerkannten Sicherungseinrichtung des Bundesverbandes der Deutschen Volksbanken und Raiffeisenbanken GmbH und der zusätzlichen freiwilligen Sicherungseinrichtung des Bundesverbandes der Deutschen Volksbanken und Raiffeisenbanken e.V. angeschlossen.

## Geschäftsausrichtung
Die Volks- und Raiffeisenbank Muldental eG betreibt das Universalbankgeschäft. Im Verbundgeschäft arbeitet sie mit der DZ Bank, R+V Versicherung, Bausparkasse Schwäbisch Hall, Teambank, VR Leasing,  DZ Hyp und der Union Investment zusammen.

## Geschäftsgebiet
Das Geschäftsgebiet liegt im Norden und Osten des Landkreises Leipzig.
An diesen Orten betreibt die Bank Filialen:
- Grimma (Hauptstelle, jur. Sitz)
- Wurzen (Geschäftsstelle)
- Brandis (SB-Geschäftsstelle)
- Falkenhain (SB-Geschäftsstelle)
- Leipzig (SB-Geschäftsstelle)

Ebenfalls in Grimma mit sich angrenzendem Geschäftsgebiet ist die Raiffeisenbank Grimma eG ansässig.